# ニクムバ
ニクムバ（梵: निकुम्‍भ, Nikumbha）は、インド神話に登場するアスラ、あるいはラークシャサである。同名の3人がおり、以下にそれぞれを解説する。

## ラークシャサ王の子
叙事詩『ラーマーヤナ』に登場するニクムバは、ラークシャサ王ラーヴァナの兄弟クンバカルナの子で、クムバと兄弟である。ラーマ軍とラーヴァナ軍の戦闘のさなか、猿王ハヌマーンに殺害された。

## シャトプラの王
アスラ族の一派ダイティヤ族の一人であるニクムバは、シャトプラの王である。ニクムバはヴィシュヌ神以外のいかなる神、人間をもってしても殺されない能力をブラフマー神から得たが、ヴィシュヌの化身クリシュナによって殺されたという。

## プラフラーダの子
ニクムバはプラフラーダの第三子として誕生したという。